# Distintivo d'onore al merito del corpo militare dell'Ordine di Malta
Il Distintivo d'Onore al merito è una decorazione concessa dal Corpo militare dell'associazione italiana dei cavalieri dell'Ordine di Malta, corpo volontario ausiliario per l'assistenza sanitaria ed umanitaria dell'Esercito italiano.
È divisa nelle tradizionali classi oro, argento e bronzo. 
Possono essere insigniti esclusivamente i militari che hanno dato segno delle proprie virtù e dei valori espressi dall'Ordine di Malta.

## Descrizione
Consiste in una placca metallica di 4,5 cm x 3, recante al centro la croce smaltata in bianco propria della bandiera nazionale dell'Ordine, sulla quale sono incrociate due sciabole. Avvolta tra foglie di alloro, riporta sul ramo sinistro la storica Croce amalfitana ottagona che distingue le organizzazioni ufficiali dell'Ordine, mentre su quello destro la stella simbolo dell'appartenenza militare. Un cartiglio posto al di sotto della placca riporta la dicitura "AL MERITO DEL CORPO MILITARE".